# Гребенне-Осада
Гребенне-Осада (пол. Hrebenne-Osada; укр. Гребенне-Осада) — село українського Закерзоння (в історичному Надсянні), що перебуває тепер у Польщі, розташоване в Люблінському воєводстві Томашовського повіту, ґміни Любича-Королівська.
Одразу по 2-й світовій війні польський уряд заповзявся позбутися українського населення краю, внаслідок етнічних чисток Надсяння та операції Вісла майже всі українці були вбиті[перевірити] поляками або ж репатрійовані за межі села, вже з роками частина селян повернулася, а інші залишилися розсіяними по світах.